# F1赛车 (游戏)
《F1赛车》是1984年在日本红白机发行的竞速电子游戏，由HAL研究所开发由任天堂发行。游戏于1990年在日本Game Boy发行，翌年Game Boy版又在欧美发行；该版本支持四人联机游玩。马里奥、路易吉等马里奥系列角色有在中登场。

## 评论
游戏雷达将游戏评为最佳Game Boy和/或Game Boy Advance第49名，评语称游戏是“上等竞速游戏”，对竞速爱好者有广泛吸引力。

## 外部連結
- 红白机40周年纪念活动网站上的《F1赛车 （页面存档备份，存于）》（日語）